# Comunicação de Acidente de Trabalho
A Comunicação de Acidente de Trabalho (CAT), no direito brasileiro, é um documento emitido para reconhecer um acidente de trabalho ou uma doença ocupacional. Deve ser emitida pela empresa no prazo de 1 dia util, ou, se ocorreu óbito, imediatamente. Pode também ser emitida - mesmo fora do prazo - pelo médico, pelo familiar, por um dependente do segurado, pelo sindicato ou por uma autoridade pública; nesse caso o INSS enviará uma carta à empresa para que emita sua CAT.
Previsto e conceituado nos artigos 19 a 21A, da lei 8.213/91. Foi disciplinado de forma específica pelos artigos 286 e 336 do Decreto nº 3.048/1999 - Regulamento da Previdência Social; e 106, § 7º, 355, 356, 357, 358, 359 e 360 da Instrução Normativa INSS/PRES nº 45/2010.
Mesmo sem a CAT empresarial, o perito médico do INSS pode reconhecer o nexo técnico, ou seja, que a lesão ou doença foi causada no ambiente de trabalho. Para tanto, pode solicitar outros documentos (atestado de saúde ocupacional, perfil profissiográfico previdenciário etc.) ou vistoriar o posto de trabalho na empresa. O segurado especial (pequeno agricultor e pescador) não é empregado, logo não pode apresentar CAT empresarial e o trabalhador avulso apresenta CAT emitida pela empresa tomadora de serviço. Os outros segurados não possuem direito a benefícios acidentários.
A comunicação será feita ao INSS por intermédio do formulário CAT, preenchido em 4 (quatro) vias, com a seguinte destinação (Artigo 357 da Instrução Normativa INSS/PRES nº 45/2010):
```
a) 1ª via, ao INSS;
b) 2ª via, ao segurado ou dependente;
c) 3ª via, ao sindicato dos trabalhadores; 
d) 4ª via, à empresa.
```

Observação: uma 5ª via, poderá se fazer necessária quando houver solicitação de Autoridade Pública.  As autoridades públicas reconhecidas para esse fim são: Magistrados em geral, Membros do Ministério Público e dos Serviços Jurídicos da União e dos Estados. Comandantes do Exército, Marinha, Aeronáutica, Bombeiros, Polícia Militar e Forças Auxiliares.
A CAT é inicial para novas doenças ou acidentes e de reabertura para agravamento de condição anterior.
Ocorrendo agravamento da lesão ou doença, a empresa deverá emitir uma CAT de reabertura. Se emitir uma CAT inicial (para negar continuidade de exposição a riscos), esta poderá ser desqualificada pelo médico-perito, que tomará as medidas acima para o nexo técnico. A empresa fica sujeita a multa se o segurado continuou exposto aos agentes nocivos mesmo após o acidente ou a doença.
O nexo causal difere do técnico porque representa apenas a constatação de que a doença é ocupacional, sem ligá-la ao posto de trabalho atual.